# Græsningsegeskov
En græsningsegeskov er en særlig type skov, der er opstået som følge af kreaturers græsning på overdrev. Skovtypen kan spores tilbage til yngre stenalder, og dyrkningsformen var meget udbredt som ét af landsbyfællesskabernes goder. Eftersom de græssende dyr til stadighed har fjernet de fremspirende unge træer, er skoven kommet til at bestå udelukkende af gamle træer – oftest ege, bøge og vilde æbler. Skovtypen er typisk for 1800-tallets guldaldermalerier, men den er blevet meget sjælden, efter skovforordningen af 1807 forbød græsning i skovene.
Der findes nogle få rester af græsningsskove i Danmark: Skejten, Æbelø og Langå Østerskov (= "Langå Egeskov"). Ved Langå fortsatte græsningen dog på overdrevet mellem byen og Gudenåen, dvs. i Langå Østerskov. Det er i øvrigt stadig forbudt at have græssende dyr i skovene, så i dag har Danmarks Naturfond, der ejer og vedligeholder området, fået dispensation til at fortsætte den ulovlige græsning.